# Lokia
Lokia é um género de libelinha da família Libellulidae.
Este género contém as seguintes espécies:
- Lokia coryndoni